# NGC 1244
NGC 1244 (również PGC 11659) – galaktyka spiralna (Sab), znajdująca się w gwiazdozbiorze Zegara. Odkrył ją John Herschel 2 listopada 1834 roku.